# Daedeok-dong
Daedeok-dong (koreanska: 대덕동) är en stadsdel i staden Goyang i  provinsen Gyeonggi i den nordvästra delen av Sydkorea. Den ligger i stadsdistriktet Deogyang-gu. Daedeok-dong gränsar till distriktet Mapo-gu i Seoul.